# Баррет, Герберт
Герберт Ропер Барретт (англ. Herbert Roper Barrett; 24 ноября 1873, Upton Park, Большой Лондон — 27 июля 1943, Хоршам, Западный Суссекс) ― теннисист из Великобритании.

## Биография

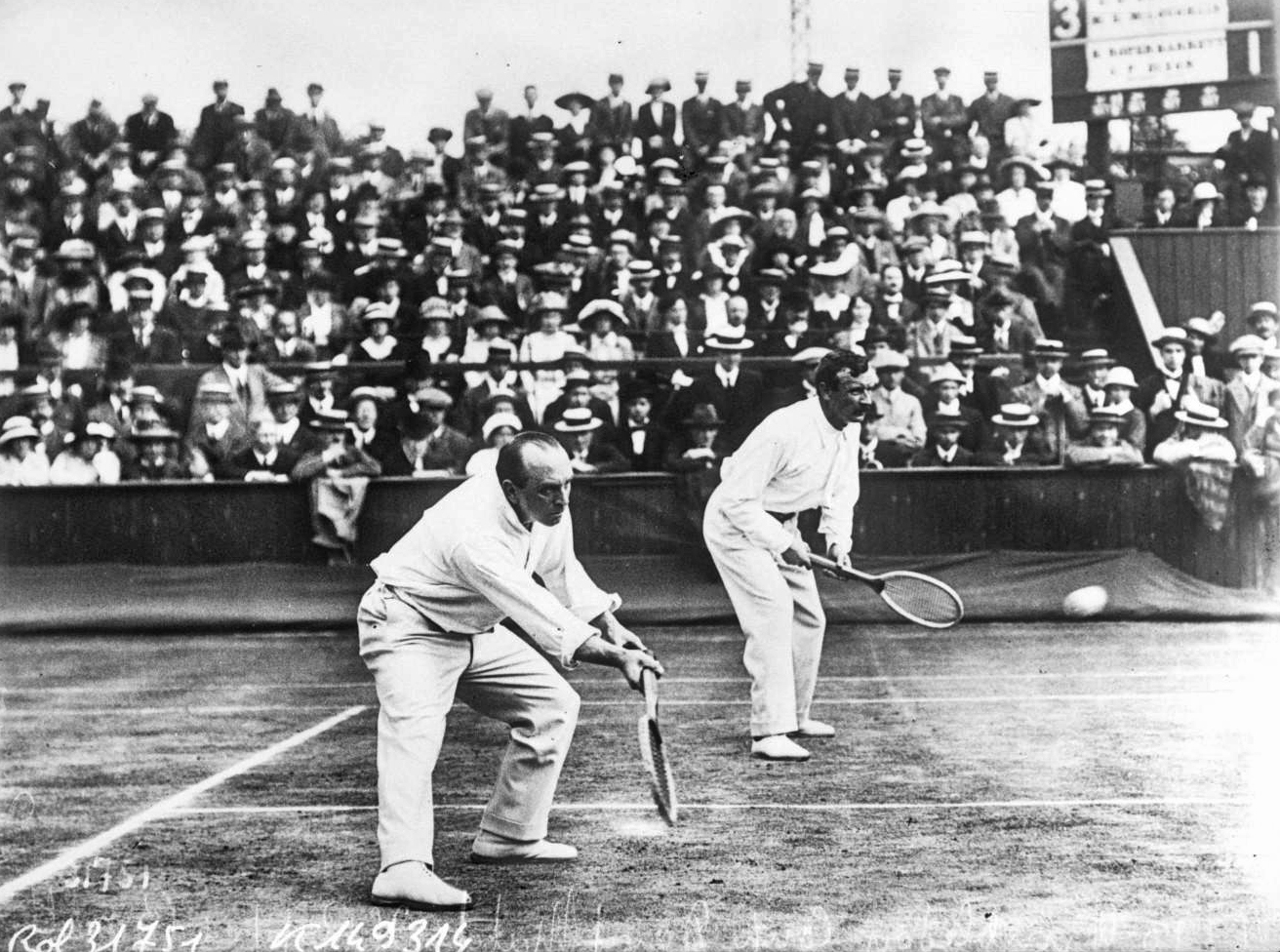
Ропер Барретт с К. П. Диксоном на Кубке Дэвиса 1913 года.

Герберт Барретт родился 24 ноября 1873 года в Аптоне, графство Эссекс.
На Лондонской Олимпиаде в 1908 году Баррет выиграл золотую медаль в мужской зальном парном зачёте, выступая вместе с Артуром Гором. Вдвоём они также выиграли парный турнир в Уимблдоне в 1909 году. В 1912 и 1913 годах Баррет выиграл в парном зачёте на Уимблдоне вместе с Чарльзом Диксоном.
Баррет впервые выступил на Уимблдоне в 1898 году в одиночном разряде и дошёл до второго раунда, в котором проиграл будущему финалисту Лоуренсу Дохерти. Лучшим его выступлением на Уимблдоне в одиночном разряде результате был турнир 1911 года, когда он в победил финале открытого соревнования своего соотечественника Чарльза Диксона, но уступил Энтони Уайлдингу из Новой Зеландии челлендж-раунде. В течение последующих лет он регулярно выступал на Уимблдоне вплоть до 1921 года.
Он участвовал в первом Кубке Дэвиса в 1900 году и был неиграющим капитаном победившей британской сборной Кубка Дэвиса в 1933 году.
Его самый успешным турниром был Чемпионат Саффолка, который проводился в городе Саксмандем: его победителем Баррет был 17 раз в период с 1898 по 1921 год.
Умер 27 июля 1943 года.

## Финалы Большого шлема

### Одиночный разряд
| Результат    | Год  | Чемпионат           | Поверхность | Оппонент        | Счёт                    |
| ------------ | ---- | ------------------- | ----------- | --------------- | ----------------------- |
| Второе место | 1908 | Уимблдонский Турнир | Трава       | Артур Гор       | 3-6, 2-6, 6-4, 6-3, 4-6 |
| Второе место | 1911 | Уимблдонский Турнир | Трава       | Энтони Уайлдинг | 4-6, 6-4, 6-2, 2-6      |

### Парный разряд
| Результат    | Год  | Чемпионат           | Поверхность | Партнёр       | Оппоненты                              | Счёт               |
| ------------ | ---- | ------------------- | ----------- | ------------- | -------------------------------------- | ------------------ |
| Второе место | 1908 | Уимблдонский Турнир | Трава       | Артур Гор     | Джозия Ричи Энтони Уайлдинг            | 1–6, 2–6, 1–6, 7–9 |
| Первое место | 1909 | Уимблдонский Турнир | Трава       | Артур Гор     | Стэнли Даст Гарри Паркер               | 6–2, 6–1, 6–4      |
| Второе место | 1910 | Уимблдонский Турнир | Трава       | Артур Гор     | Джозия Ричи Энтони Уайлдинг            | 1–6, 1–6, 2–6      |
| Первое место | 1912 | Уимблдонский Турнир | Трава       | Чарльз Диксон | Макс Декюжи Андре Гобер                | 3–6, 6–3, 6–4, 7–5 |
| Первое место | 1913 | Уимблдонский Турнир | Трава       | Чарльз Диксон | Генрих Клайншрот Фридрих Вильгельм Раэ | 6–2, 6–4, 4–6, 6–2 |
| Второе место | 1914 | Уимблдонский Турнир | Трава       | Чарльз Диксон | Норман Брукс Энтони Уайлдинг           | 1–6, 1–6, 7–5, 6–8 |